# 阿莫爾型小行星

阿莫爾型小行星（以綠色顯示）

阿莫爾型小行星，是近地小行星的子類之一，該分類以小行星1221的名字「阿莫爾」 (Amor) 來命名。這些小行星的近日點均在地球軌道以外，介乎 1.017 至 1.3 AU 之間，不會威脅到地球。火星的兩顆衛星，火衛一及火衛二，有可能原是屬於阿莫爾型小行星，後來被火星的引力擄獲，成為它的衛星。
在眾多阿莫爾型小行星中，最著名的是(433) 愛神星，他是第一個有太空船環繞的小行星，最後探測器會合-舒梅克號還成功的降落在這顆天體上。

## 數量
現時已知的小行星中，截至2011年6月，有超過3300顆被分為阿莫爾型，有約470顆擁有永久編號，68顆擁有正式名稱。

### 依半主軸分類
依照與太陽之間的平均距離(半主軸)，阿莫爾型小行星可以細分為四類。

#### 阿莫爾Ⅰ型
阿莫爾Ⅰ型小行星的半主軸介乎地球與火星之間，即在 1.000 至 1.523 AU 之間，而數量方面則少於整個阿莫爾型的五分之一，阿莫爾Ⅰ型的離心率也比另外三型低。
一些阿莫爾Ⅰ型的成員，如(15817) Lucianotesi，不會穿越火星軌道，可認作屬於「地火帶」天體，然而，並非所有位於地球與火星間的小行星皆屬於阿莫爾型。
橫越過火星軌道的阿莫爾Ⅰ型小行星(例如(433) 愛神星)，會由內側越過火星軌道。
也有一些阿莫爾I型小行星，其半主軸非常接近地球軌道(例如小行星1992 JD)，可以被歸類為地球少女型小行星(Arjuna asteroid)。它們的離心率很低，因此軌道與地球相似。

#### 阿莫爾Ⅱ型
阿莫爾Ⅱ型小行星的半主軸介乎火星與主小行星帶之間，即在 1.52 至 2.12 AU 之間，數量方面約為全部阿莫爾型的三分之一，(1221) 阿莫爾小行星也是II型的一員。它們擁有中等離心率 (0.17 - 0.52)，全數會越過火星軌道。

#### 阿莫爾Ⅲ型
阿莫爾Ⅲ型小行星佔整個阿莫爾型的一半，全數均來自小行星帶，其半主軸介乎 2.12 至 3.57 AU 之間。它們的離心率較高 (0.4 - 0.6)，可運行至地球軌道附近。
由於離心率高，近三分之一的Ⅲ型小行星會運行至距離木星軌道 1 AU 範圍以內，例如有(719) Albert和(1036) Ganymed，更極端的甚至會穿過木星軌道，例如小行星5370。
又由於它們均在小行星帶以內，不少Ⅲ型天體均屬於小行星帶的支類。例如(887) 艾琳達(Alinda) 又被劃分為艾琳達家族。

#### 阿莫爾Ⅳ型
阿莫爾Ⅳ型小行星的半主軸均在 3.57 AU 以上，數量方面很少。它們擁有很高的離心率 (0.65 - 0.75)，全數能橫過木星軌道，但軌道不及「達摩克型」和彗星般橢圓 (e ~ 0.9)。唯一擁有正式名稱的Ⅳ型天體是「(3552) 唐吉訶德」小行星。

### 越軌天體

#### 掠地小行星
一些小行星的軌道通常會在地球之後，但它們的近日點會處於地球的近日點 (0.9833 AU) 和遠日點 (1.0167 AU) 之間，這些天體被稱為「掠地小行星」，它們同時也分別是屬於「阿波羅型」及「阿莫爾型」，當中前者的近日點均少於1 AU。

#### 潛在危險小行星
不少對地球潛在危險的小行星均屬於「阿登型」或「阿波羅型」，它們會越過地球軌道，但有為數為十分之一的潛在危險小行星屬於「阿莫爾型」。一顆天體的軌道，需距離地球軌道 0.05 AU 或以下，方能列入潛在危險天體。因此，一顆對地球有潛在危險的阿莫爾型小行星，其近日點需在 1.05 AU 以下。這類阿莫爾型天體，現時已知有50顆。

#### 越地小行星
雖然根據「阿莫爾型」的定義，不可能有任何此類天體會越過地球軌道，但當它們靠近地球、火星或木星，它們會因引力攝動而改變軌道，並有機會越過地球軌道，而這些被改變軌道的天體也可能不再屬於「阿莫爾型」，並會編入其他分類。

## 著名的阿莫爾型小行星
- (433) 愛神星
- (719) Albert
- (887) 艾琳達(Alinda)
- (1036) Ganymed
- (1221) 阿莫爾
- Nyx

## 外部連結
- 阿莫爾型小行星列表 (英語) （页面存档备份，存于）